# Jaboticatubas
Jaboticatubas é um município brasileiro do estado de Minas Gerais. Sua população recenseada em 2022 era de 20 406 habitantes. Pertence à Região Metropolitana de Belo Horizonte.

## História
A formação de Jaboticatubas está relacionada com ligação de algumas vilas já existentes na região que eram impulsionadas pela mineração. Essas vilas eram ligadas por estradas extensas, e no caso de Jaboticatubas, a estrada que originou o município era aquela que ligava Sabará ao Serro Frio, conhecida como Estrada do Serro, passando por Santa Luzia, Taquaraçu, Jaboticatubas e Santana do Riacho. Os primeiros que ocuparam as terras ao longo da estrada foram os membros fundadores do Convento de Macaúbas, que encontraram ali um bom espaço para desenvolver suas atividades em 1714. O convento foi conquistando diversas cartas de sesmarias na região, e para conseguir dinheiro para construção e funcionamento do convento foi vendendo seus terrenos para interessados. Assim foram surgindo as primeiras fazendas da região de Jaboticatubas, sendo que por volta de 1750 as fazendas de Bamburral, Costas, Ribeirão e Minhocas já estavam implantadas.
A principal fazenda de Jaboticatubas era a Fazenda do Ribeirão, que era situada exatamente onde hoje se desenvolveu o centro urbano. Essa fazenda foi criada pelo Capitão João de Almeida Maia, um dos benfeitores do Convento de Macaúbas. Posteriormente a fazenda foi vendida para o Capitão Manoel Gomes da Mota, de famosa família de Sabará, que solicitou em 1753 autorização do Bispado de Mariana a construção de uma pequena capela nas proximidades da fazenda. Novamente a fazenda foi vendida, desta vez para Antônio Raposo de Oliveira, que provavelmente realizou diversas melhorias na região, tornando-se bastante conhecido, a ponto que a localidade passou a se chamar "Ribeirão do Raposo" por diversos anos.

## Etimologia
Seu nome faz referência ao ribeirão que banha a localidade e que tem este nome devido aos pés da fruta "jabuticatuba". Uma espécie maior de jabuticaba.

## Economia

### Produção Rural
Jaboticatubas está inserida na Serra do Espinhaço e tem a maioria de sua população vivendo na área rural, produzindo milho, banana, feijão e cana, além da pecuária bovina.

### Turismo
Sua grande fonte de renda é o turismo, já que possui 80% de suas terras dentro do Parque Nacional da Serra do Cipó, santuário ecológico onde existem diversas cachoeiras e corredeiras.

### Serviços
A cidade possui duas instituições financeiras, sendo o Banco do Brasil na região central, e o SICOOB no distrito de São José de Almeida.

### Indústria
A fábrica de doces JABOLAC, tradicional na região, emprega dezenas de pessoas, contribuindo para o desenvolvimento local. Além disso, a fábrica da PATHERNON, indústria de roupas de marca renomada no Brasil, também atua na região.